# Субботич, Деан Иванович
Деа́н Ива́нович Суббо́тич (Суботич) (серб. Дејан Суботић) (1852—1920, Загреб) — генерал-лейтенант Русской императорской армии, участник Русско-турецкой войны 1877—1878 годов, один из командующих в Китайском походе 1900 года, приамурский, затем туркестанский генерал-губернатор, почётный консул Сербии в Ялте.
Bарианты написания имени: Деян, Йованович, Суботич.

## Биография

### Молодые годы
Деан Иванович Субботич происходил из сербских дворян, издавна состоявших на службе Венгерского королевства и Австрийской империи. Сын сербского поэта и политика доктора Йована Субботича.
Родился 19 мая 1852 года в Вене. Начальное образование (6-классная гимназия) получил в Австрийской империи, затем поехал в Россию продолжать обучение. В 1867 году поступил во 2-е военное Константиновское училище, по окончании которого в 1869 году, выпущен в чине подпоручика, с зачислением по армейской пехоте и был прикомандирован к лейб-гвардейскому Гатчинскому полку. В 1870 году зачислен в штат полка и 15 августа того же года произведён в прапорщики гвардии. В 1871—1874 годах учился в Николаевской Академии Генерального штаба.
По окончании Академии был прикомандирован к Кавказской гренадерской Его Императорского Высочества великого князя Михаила Николаевича артиллерийской бригаде, входившей в состав Кавказской гренадерской дивизии.

### Субботич на Балканах
13 апреля 1875 года произведён в чин поручика и возвратился с Кавказа. В 1876 году командирован в Сербию, воевавшую в это время с Османской империей, и назначен начальником походной канцелярии при начальнике главного штаба Тимокско-Моравской армии (главнокомандующим армией был русский генерал М. Г. Черняев). Субботич лично участвовал в ряде сражений с турками. 5 февраля 1877 года произведён в чин штабс-капитана.
По возвращении из командировки, 27 марта 1877 года был прикомандирован для поручений к штабу Киевского военного округа с переименованием в Генерального штаба капитан. Но в Киеве он прослужил недолго…
Субботич принял участие в Русско-турецкой войне 1877—1878 годов. Во время войны находился в распоряжении начальника военных сообщений действующей армии генерал-лейтенанта А. Р. Дрентельна.

### Одесса — Тифлис
С 28 сентября 1885 года Субботич — начальник штаба 15-й пехотной дивизии (Одесса), а с 6 марта 1889 по 11 января 1893 года — Кавказской гренадерской дивизии (Тифлис).

### Субботич на Дальнем Востоке
В марте 1894 года Субботич произведён в чин генерал-майора и направлен на службу на Дальний Восток. С 27 мая 1897 года по август 1898 года — военный губернатор Приморской области и наказной атаман Уссурийского казачьего войска. 12 августа 1900 года произведён в чин генерал-лейтенанта.
В 1899 году в Цинской империи вспыхнуло Ихэтуаньское (Боксёрское) восстание. Восстание продолжалось вплоть до 1901 года включительно. 23 июня 1900 года китайцы-ихэтуани атаковали строителей КВЖД и приступили к разрушению железнодорожного полотна и станционных построек... Субботич был призван к ответственной деятельности по обороне Приморья и усмирению китайских волнений в Маньчжурии, участвовал в Китайском походе. Служил помощником командующего войсками Квантунской области и начальником штаба войск этой области, а также в 1900 году был начальником временного формирования из частей полевых войск Южно-Маньчжурского отряда (1900 — 1903 года). В качестве последнего командовал Мукденской операцией 1900 года, взявшей под российский контроль Южную Маньчжурию, до этого захваченную ихэтуанями.

### Субботич в Туркестане
В 1900—1902 годах Субботич командовал 2-м Туркестанским армейским корпусом и был начальником Закаспийской области

### Снова на Дальнем Востоке
В 1902—1903 годах Субботич был Приамурским генерал-губернатором, командующим войсками Приамурского военного округа и войсковым наказным атаманом Приамурских (Амурского и Уссурийского) казачьих войск. С 1903 года становится членом Военного Совета Военного министерства Российской империи.

### Снова в Туркестане
С 28 ноября 1905 года Субботич командовал войсками Туркестанского военного округа и являлся Туркестанским генерал-губернатором, а также был войсковым наказным атаманом Семиреченского казачьего войска.
В начале 1906 года, Субботич принял лидеров Памира по вопросу урегулирования ситуации на границе и присвоил некоторым из них награды. В том числе 27 Марта 1906 года "Жителя Шугнанского бекства, Ваханского волостного управителя Аманъ-бека наградил почетным халатом третьего разряда" (Свидетельство №3716).
В 1906 году Деан Иванович Субботич был вынужден выйти в отставку в связи с обвинениями в либерализме.

### Субботич на сербской службе
В 1918 году этнический серб Деан Субботич стал почётным консулом Сербии в Ялте. На этой должности он эффективно обеспечивал эмиграцию беженцев из России на Балканы.
Скончался Субботич от сердечного приступа в Загребе, в 1920 году, вскоре по прибытии туда в качестве сербского реэмигранта и, одновременно, эмигранта из Советской России.

## Награды

### Российская империя
- Орден Святого Станислава 3-й степени (1880)
- Орден Святого Станислава 2-й степени (1887)
- Орден Святой Анны 2-й степени (1890)
- Орден Святого Владимира 4-й степени (1894)
- Монаршье благоволение (1896)
- Орден Святого Владимира 3-й степени (1896)
- Орден Святого Станислава 1-й степени (1899)
- Орден Святого Георгия 4-й степени за боевые отличия в Китайскую кампанию (22.12.1900)
- Орден Святой Анны 1-й степени (1903)
- Орден Святого Владимира 2-й степени (1905)

### Других государств
- Орден Таковского креста 4-й степени (Сербия, 1906)
- Орден Звезды Румынии 4-й степени (Румыния, 1878)
- Крест «За переход через Дунай» (Румыния, 187?)
- Орден Двойного дракона 2-й степени 1-го класса (Китай, 1896)
- Орден Восходящего солнца 2-й степени (Япония, 1898)
- Орден Короны 2-й степени (Пруссия, 1900)

## Семья
Супруга — Олимпия Ивановна (в девичестве Бережникова) — дочь инженер-капитана, одного из героев обороны Севастополя в войну 1853—1854 годов, защитника легендарного 4-го бастиона. В период службы мужа в Закаспийской области она много сделала для улучшения здоровья и просвещения туркменского населения, шефствуя над организацией больниц, приютов, школ, библиотек, была председателем Общества Красного Креста в Закаспийской области.